# كارلوس رودريغيز (لاعب كرة قاعدة)
كارلوس رودريغيز (بالإسبانية: Carlos Rodríguez) هو لاعب كرة قاعدة مكسيكي، ولد في 1 نوفمبر 1967 في مدينة مكسيكو في المكسيك.

## وصلات خارجية
- كارلوس رودريغيز على موقعبيزبول رفرنس.كوم (الدوري الرئيسي) (الإنجليزية)